# TBSトライメディア
株式会社TBSトライメディア（ティ・ビー・エス トライメディア）は、かつて存在した日本のテレビ番組制作会社である。東京放送ホールディングス(TBSHD)傘下。

## 概略
日音から独立した制作部門「株式会社日制」とTBS資本が入っていたテレビ技術制作会社「株式会社バース」が合併し、「株式会社ペック」になった。その後、2005年4月1日に社名を「株式会社TBSトライメディア」に改称した（この時、技術部門はTBS傘下である東通へ吸収）。
現社名の由来は、主要3事業（テレビ・ラジオ・イベント）を有機的に結集して業務を推進するという目的から、「3」を意味するトライアングルのトライ (tri) と、それらを繋ぐメディア (media) という言葉を1つにまとめたものである。
2018年9月27日に会社吸収分割のため事業を、テレビ制作部門には株式会社ジョブエックス（後に株式会社TBSスパークル）とラジオ制作部門には株式会社TBSプロネックスを継承され、2019年4月1日付で、株式会社TBSサービス、株式会社TBSプロネックスなど7社と共に株式会社TBSグロウディアへ吸収合併され、TBSトライメディアは解散。

## 事業内容
主にTBSテレビで放送されるテレビやラジオ番組の制作やスタッフの派遣、ビデオパッケージの制作。赤坂サカスのイベントの他、各種イベントの企画制作運営、神奈川県箱根町にある「箱根★サン＝テグジュペリ 星の王子さまミュージアム」といった施設管理、運営などの事業企画制作。不動産マンション業界の販売センターの企画、制作、設計、施工、運営がある。
一方、TBS放送センター内の喫茶店（1F、8F）、TBS放送センター内のセブン-イレブン（12F）、赤坂ACTシアター内のカフェ、番組で使われる飲み物や食材、料理など、いわゆる「消え物」を取り扱うフード事業がある。